# Buslijn 50/51 (Amsterdam)
Buslijn 50/51 is een voormalige buslijn van het GVB Amsterdam door het hoogbouwgedeelte van de Bijlmermeer.

## Geschiedenis

### Lijn 50/51
Lijn 50/51 werd op 16 oktober 1977 ingesteld bij de opening van de metrolijnen en verving de lijnen 55 (ingekort tot Centraalstation-Weesperplein), 56 en 58 (beiden opgeheven). Lijn 50 reed met de klok mee van station Kraaiennest via Karspeldreef, Groesbeekdreef, Bijlmerdreef, Hoogoorddreef, station Bijlmer, Dolingadreef, Daalwijkdreef, Elsrijkdreef, station Ganzenhoef, 's-Gravendijkdreef en weer naar Kraaiennest om als lijn 51 tegen de klok in te rijden. De lijnen reden elke 10 minuten in aansluiting op de metro (avonduren 15 minuten).
In oktober 1980 verliet lijn 50 de Groesbeekdreef om voortaan via de Gooiseweg rijden tot aan de afslag Bijlmerdreef; de route van lijn 51 bleef ongewijzigd. Plannen om de lijnen te verleggen via Gaasperdam gingen niet door en daar kwam een eigen lijn 53.
Op 29 mei 1983 kwam er een nieuw Bijlmerbusnet en werd lijn 50/51 opgeheven; het traject Kraaiennest-station Bijlmer-Dolingadreef ging naar lijn 60 (Holendrecht-Haarlemmermeerstation) en 61 (Holendrecht-Amstelstation).

### Lijn 51P
Van half februari tot medio september 1991 reed pendelbuslijn 51P tussen station Zuid en Amstelveen Poortwachter in verband met kinderziektes op sneltram 51; net als  lijn 63 en de Bijlmergarage was het een samenwerking tussen GVB en de toenmalige streekvervoerder Centraal Nederland. Lijn 51P reed met (oudere) bussen uit alle garages.